# Danh sách Pokémon thế hệ I

Logo quốc tế của thương hiệu Pokémon.

Thế hệ đầu tiên (Generation I) của thương hiệu Pokémon giới thiệu 151 loài sinh vật hư cấu gọi là Pokémon được giới thiệu trong trò chơi video cốt lõi Game Boy Pokémon Red and Blue vào năm 1996.
Danh sách sau đây kể chi tiết 151 loài Pokémon của thế hệ I xếp theo số National Pokédex. Pokémon đầu tiên, Fushigidane, là số 001 và cuối cùng, Mew, là số 151. Các hình thức thay thế dẫn đến thay đổi hệ, Tiến hóa Mega và các hình thức khu vực cũng được đưa vào các bảng thế hệ để thuận tiện cho việc tra cứu. Ngoài ra, bạn nên xem trước #Bảng chú thích Loài Pokémon ở dưới đây để thuận tiện nếu bạn muốn tìm những Pokémon khởi đầu, huyền thoại, bí ẩn trong bảng danh sách Pokémon.

## Thiết kế và phát triển
Phần lớn các Pokémon trong thế hệ này có thiết kế tương đối đơn giản và rất giống với các sinh vật ngoài đời thực bao gồm nhưng không giới hạn ở: Poppo (một con chim bồ câu), Crab (một con cua), Koratta (một con chuột), Arbo (một con rắn), và Pawou (một con rái cá). Nhiều Pokémon trong các trò chơi gốc đóng vai trò là cơ sở để lặp lại các khái niệm sau trong chuỗi.

## Shinx
| Bảng dùng cho tất cả các danh sách Thế hệ ở bên dưới | Bảng dùng cho tất cả các danh sách Thế hệ ở bên dưới | Bảng dùng cho tất cả các danh sách Thế hệ ở bên dưới |
| Mã                                                   | Ý nghĩa                                              | Mô tả |
| ---------------------------------------------------- | ---------------------------------------------------- | --- |
| KĐ                                                   | Pokémon khởi đầu                                     | Pokémon đầu tiên mà người chơi có thể có được trong các trò chơi chính (Trong anime, đây là Pokémon khởi đầu khi đến một vùng nào đó, trừ phần Sun and Moon).                    |
| CĐ                                                   | Pokémon Cổ đại                                       | Pokémon cổ đại chỉ thu được bằng cách hồi sinh hóa thạch. |
| BC                                                   | Pokémon bé con                                       | Pokémon bé con thu được chủ yếu bằng cách nhân giống các dạng tiến hóa của chúng.                                                                                                |
| HT                                                   | Pokémon huyền thoại                                  | Pokémon mạnh mẽ gắn liền với truyền thuyết của thế giới Pokémon. |
| BA                                                   | Pokémon bí ẩn                                        | Pokémon chỉ có thể có được thông qua các sự kiện phân phối (điều này không bao gồm Deoxys, vì trong Pokemon Omega Ruby và Alpha Sapphire, Deoxys có thể bị bắt trong Tập Delta.) |
| UB                                                   | Ultra Beast                                          | Pokémon đến từ không gian khác. (Phần Sun and Moon) |

## Danh sách Pokémon
| Loài | Tên Tiếng Nhật         | Tên Tiếng Anh | Tên tiếng Việt | Số National Pokédex | Hệ       | Hệ       | Tiến hóa thành (Tên Tiếng Nhật)   | Xuất hiện lần đầu |
| Loài | Tên Tiếng Nhật         | Tên Tiếng Anh | Tên tiếng Việt | Số National Pokédex | Thứ nhất | Thứ hai  | Tiến hóa thành (Tên Tiếng Nhật)   | Xuất hiện lần đầu |
| ---- | ---------------------- | ------------- | -------------- | ------------------- | -------- | -------- | --------------------------------- | ----------------- |
| KĐ   | Fushigidane            | Bulbasaur     | Fushigidane    | 001                 | Cỏ       | Độc      | Fushigisou (#002)                 | Red và Blue       |
|      | Fushigisou             | Ivysaur       | Fushigisou     | 002                 | Cỏ       | Độc      | Fushigibana (#003)                | Red và Blue       |
|      | Fushigibana            | Venusaur      | Fushigibana    | 003                 | Cỏ       | Độc      | Tiến Hóa Mega                     | Red và Blue       |
| KĐ   | Hitokage               | Charmander    | Hitokage       | 004                 | Lửa      | Lửa      | Lizardo (#005)                    | Red và Blue       |
|      | Lizardo                | Charmeleon    | Lizardo        | 005                 | Lửa      | Lửa      | Lizardon (#006)                   | Red và Blue       |
|      | Lizardon               | Charizard     | Lizardon       | 006                 | Lửa      | Bay      | Tiến Hóa Mega                     | Red và Blue       |
| KĐ   | Zenigame               | Squirtle      | Zenigame       | 007                 | Nước     | Nước     | Kameil (#008)                     | Red và Blue       |
|      | Kameil                 | Wartortle     | Kameil         | 008                 | Nước     | Nước     | Kamex (#009)                      | Red và Blue       |
|      | Kamex                  | Blastoise     | Kamex          | 009                 | Nước     | Nước     | Tiến Hóa Mega                     | Red và Blue       |
|      | Caterpie               | Caterpie      | Caterpie       | 010                 | Bọ       | Bọ       | Transel (#011)                    | Red và Blue       |
|      | Transel                | Metapod       | Transell       | 011                 | Bọ       | Bọ       | Butterfree (#012)                 | Red và Blue       |
|      | Butterfree             | Butterfree    | Butterfree     | 012                 | Bọ       | Bay      | Không tiến hóa                    | Red và Blue       |
|      | Beedle                 | Weedle        | Beedle         | 013                 | Bọ       | Độc      | Kakuna (#014)                     | Red và Blue       |
|      | Cocoon                 | Kakuna        | Cocoon         | 014                 | Bọ       | Độc      | Spear (#015)                      | Red và Blue       |
|      | Spear                  | Beedrill      | Spear          | 015                 | Bọ       | Độc      | Tiến Hóa Mega                     | Red và Blue       |
|      | Poppo                  | Pidgey        | Poppo          | 016                 | Thường   | Bay      | Pigeon (#017)                     | Red và Blue       |
|      | Pigeon                 | Pidgeotto     | Pigeon         | 017                 | Thường   | Bay      | Pidgeot (#018)                    | Red và Blue       |
|      | Pigeot                 | Pidgeot       | Pigeot         | 018                 | Thường   | Bay      | Tiến Hóa Mega                     | Red và Blue       |
|      | Koratta                | Rattata       | Koratta        | 019                 | Thường   | Thường   | Ratta (#020)                      | Red và Blue       |
|      | Ratta                  | Raticate      | Ratta          | 020                 | Thường   | Thường   | Không tiến hóa                    | Red và Blue       |
|      | Onisuzume              | Spearow       | Onisuzume      | 021                 | Thường   | Bay      | Onidrill (#022)                   | Red và Blue       |
|      | Onidrill               | Fearow        | Onidrill       | 022                 | Thường   | Bay      | Không tiến hóa                    | Red và Blue       |
|      | Arbo                   | Ekans         | Arbo           | 023                 | Độc      | Độc      | Arbok (#024)                      | Red và Blue       |
|      | Arbok                  | Arbok         | Arbok          | 024                 | Độc      | Độc      | Không tiến hóa                    | Red và Blue       |
| KĐ   | Pikachu                | Pikachu       | Pikachu        | 025                 | Điện     | Điện     | Raichu (#026)                     | Red và Blue       |
|      | Raichu                 | Raichu        | Raichu         | 026                 | Điện     | Điện     | Không tiến hóa                    | Red và Blue       |
|      | Sand                   | Sandshrew     | Sand           | 027                 | Đất      | Đất      | Sandpan (#028)                    | Red và Blue       |
|      | Sandpan                | Sandslash     | Sandpan        | 028                 | Đất      | Đất      | Không tiến hóa                    | Red và Blue       |
|      | Nidoran♀               | Nidoran♀      | Nidoran♀       | 029                 | Độc      | Độc      | Nidorina (#030)                   | Red và Blue       |
|      | Nidorina               | Nidorina      | Nidorina       | 030                 | Độc      | Độc      | Nidoqueen (#031)                  | Red và Blue       |
|      | Nidoquen/Nidoqueen     | Nidoqueen     | Nidoqueen      | 031                 | Độc      | Đất      | Không tiến hóa                    | Red và Blue       |
|      | Nidoran♂               | Nidoran♂      | Nidoran♂       | 032                 | Độc      | Độc      | Nidorino (#033)                   | Red và Blue       |
|      | Nidorino               | Nidorino      | Nidorino       | 033                 | Độc      | Độc      | Nidoking (#034)                   | Red và Blue       |
|      | Nidoking               | Nidoking      | Nidoking       | 034                 | Độc      | Đất      | Không tiến hóa                    | Red và Blue       |
|      | Pippi                  | Clefairy      | Pippi          | 035                 | Tiên     | Tiên     | Pixy (#036)                       | Red và Blue       |
|      | Pixy                   | Clefable      | Pixy           | 036                 | Tiên     | Tiên     | Không tiến hóa                    | Red và Blue       |
|      | Rokon                  | Vulpix        | Rokon          | 037                 | Lửa      | Lửa      | Kyukon (#038)                     | Red và Blue       |
|      | Kyukon                 | Ninetales     | Kyukon         | 038                 | Lửa      | Lửa      | Không tiến hóa                    | Red và Blue       |
|      | Purin                  | Jigglypuff    | Purin          | 039                 | Thường   | Tiên     | Pukurin (#040)                    | Red và Blue       |
|      | Pukurin                | Wigglytuff    | Pukurin        | 040                 | Thường   | Tiên     | Không tiến hóa                    | Red và Blue       |
|      | Zubat                  | Zubat         | Zubat          | 041                 | Độc      | Bay      | Golbat (#042)                     | Red và Blue       |
|      | Golbat                 | Golbat        | Golbat         | 042                 | Độc      | Bay      | Crobat (#169)                     | Red và Blue       |
|      | Nazonokusa             | Oddish        | Nazonokusa     | 043                 | Cỏ       | Độc      | Kusaihana (#044)                  | Red và Blue       |
|      | Kusaihana              | Gloom         | Kusaihana      | 044                 | Cỏ       | Độc      | Ruffresia (#045) Kireihana (#182) | Red và Blue       |
|      | Ruffresia              | Vileplume     | Ruffresia      | 045                 | Cỏ       | Độc      | Không tiến hóa                    | Red và Blue       |
|      | Paras                  | Paras         | Paras          | 046                 | Bọ       | Cỏ       | Parasect (#047)                   | Red và Blue       |
|      | Parasect               | Parasect      | Parasect       | 047                 | Bọ       | Cỏ       | Không tiến hóa                    | Red và Blue       |
|      | Kongpang               | Venonat       | Kongpang       | 048                 | Bọ       | Độc      | Morphon (#049)                    | Red và Blue       |
|      | Morphon                | Venomoth      |                | 049                 | Bọ       | Độc      | Không tiến hóa                    | Red và Blue       |
|      | Digda                  | Diglett       |                | 050                 | Đất      | Đất      | Dugtrio (#051)                    | Red và Blue       |
|      | Dodrio/Dodorio         | Dugtrio       |                | 051                 | Đất      | Đất      | Không tiến hóa                    | Red và Blue       |
|      | Nyarth                 | Meowth        |                | 052                 | Thường   | Thường   | Persian (#053)                    | Red và Blue       |
|      | Persian                | Persian       |                | 053                 | Thường   | Thường   | Không tiến hóa                    | Red và Blue       |
|      | Koduck                 | Psyduck       |                | 054                 | Nước     | Nước     | Golduck (#055)                    | Red và Blue       |
|      | Golduck                | Golduck       |                | 055                 | Nước     | Nước     | Không tiến hóa                    | Red và Blue       |
|      | Mankey                 | Mankey        |                | 056                 | Giác đấu | Giác đấu | Okorizaru (#057)                  | Red và Blue       |
|      | Okoriziaru             | Primeape      |                | 057                 | Giác đấu | Giác đấu | Không tiến hóa                    | Red và Blue       |
|      | Gardie                 | Growlithe     |                | 058                 | Lửa      | Lửa      | Windie (#059)                     | Red và Blue       |
|      | Windie                 | Arcanine      |                | 059                 | Lửa      | Lửa      | Không tiến hóa                    | Red và Blue       |
|      | Nyoromo                | Poliwag       |                | 060                 | Nước     | Nước     | Nyorozo (#061)                    | Red và Blue       |
|      | Nyorozo                | Poliwhirl     |                | 061                 | Nước     | Nước     | Nyorobon (#062) Nyorotono (#186)  | Red và Blue       |
|      | Nyorobon               | Poliwrath     |                | 062                 | Nước     | Giác đấu | Không tiến hóa                    | Red và Blue       |
|      | Casey                  | Abra          |                | 063                 | Tâm linh | Tâm linh | Yungerer (#064)                   | Red và Blue       |
|      | Yungerer               | Kadabra       |                | 064                 | Tâm linh | Tâm linh | Foodin (#065)                     | Red và Blue       |
|      | Foodin                 | Alakazam      |                | 065                 | Tâm linh | Tâm linh | Mega Alakazam                     | Red và Blue       |
|      | Wanriky                | Machop        |                | 066                 | Giác đấu | Giác đấu | Goriky (#067)                     | Red và Blue       |
|      | Goriky                 | Machoke       |                | 067                 | Giác đấu | Giác đấu | Kairiky (#068)                    | Red và Blue       |
|      | Kairiky                | Machamp       |                | 068                 | Giác đấu | Giác đấu | Không tiến hóa                    | Red và Blue       |
|      | Madatsubomi            | Bellsprout    |                | 069                 | Cỏ       | Độc      | Utsudon (#070)                    | Red và Blue       |
|      | Utsudon                | Weepinbell    |                | 070                 | Cỏ       | Độc      | Utsubot (#071)                    | Red và Blue       |
|      | Utsubot                | Victreebel    |                | 071                 | Cỏ       | Độc      | Không tiến hóa                    | Red và Blue       |
|      | Menokurage             | Tentacool     |                | 072                 | Nước     | Độc      | Dokukurage (#073)                 | Red và Blue       |
|      | Dokukurage             | Tentacruel    |                | 073                 | Nước     | Độc      | Không tiến hóa                    | Red và Blue       |
|      | Ishitsubute/Isitsubute | Geodude       |                | 074                 | Đá       | Đất      | Golone (#075)                     | Red và Blue       |
|      | Golone                 | Graveler      |                | 075                 | Đá       | Đất      | Golonya (#076)                    | Red và Blue       |
|      | Golonya                | Golem         |                | 076                 | Đá       | Đất      | Không tiến hóa                    | Red và Blue       |
|      | Ponyta                 | Ponyta        |                | 077                 | Lửa      | Lửa      | Gallop (#078)                     | Red và Blue       |
|      | Gallop                 | Rapidash      |                | 078                 | Lửa      | Lửa      | Không tiến hóa                    | Red và Blue       |
|      | Yadon                  | Slowpoke      |                | 079                 | Nước     | Tâm linh | Yadoran (#080) Yadoking (#199)    | Red và Blue       |
|      | Yadoran                | Slowbro       |                | 080                 | Nước     | Tâm linh | Tiến Hóa Mega                     | Red và Blue       |
|      | Coil                   | Magnemite     |                | 081                 | Điện     | Thép     | Rarecoil (#082)                   | Red và Blue       |
|      | Rarecoil               | Magneton      |                | 082                 | Điện     | Thép     | Jibacoil (#462)                   | Red và Blue       |
|      | Kamonegi               | Farfetch'd    |                | 083                 | Thường   | Bay      | Không tiến hóa                    | Red và Blue       |
|      | Dodo                   | Doduo         |                | 084                 | Thường   | Bay      | Dodorio (#085)                    | Red và Blue       |
|      | Dodrio/Dodorio         | Dodrio        |                | 085                 | Thường   | Bay      | Không tiến hóa                    | Red và Blue       |
|      | Pawou                  | Seel          |                | 086                 | Nước     | Nước     | Jugon (#087)                      | Red và Blue       |
|      | Jugon                  | Dewgong       |                | 087                 | Nước     | Băng     | Không tiến hóa                    | Red và Blue       |
|      | Betbeter               | Grimer        |                | 088                 | Độc      | Độc      | Betbeton (#089)                   | Red và Blue       |
|      | Betbeton               | Muk           |                | 089                 | Độc      | Độc      | Không tiến hóa                    | Red và Blue       |
|      | Shellder               | Shellder      |                | 090                 | Nước     | Nước     | Parshen (#091)                    | Red và Blue       |
|      | Parshen                | Cloyster      |                | 091                 | Nước     | Băng     | Không tiến hóa                    | Red và Blue       |
|      | Ghos                   | Gastly        |                | 092                 | Ma       | Độc      | Ghost (#093)                      | Red và Blue       |
|      | Ghost                  | Haunter       |                | 093                 | Ma       | Độc      | Gangar (#094)                     | Red và Blue       |
|      | Gangar                 | Gengar        |                | 094                 | Ma       | Độc      | Tiến Hóa Mega                     | Red và Blue       |
|      | Iwark                  | Onix          |                | 095                 | Đá       | Đất      | Haganeil (#208)                   | Red và Blue       |
|      | Sleep/Sleepe           | Drowzee       |                | 096                 | Tâm linh | Tâm linh | Sleeper (#097)                    | Red và Blue       |
|      | Sleeper                | Hypno         |                | 097                 | Tâm linh | Tâm linh | Không tiến hóa                    | Red và Blue       |
|      | Crab                   | Krabby        |                | 098                 | Nước     | Nước     | Kingler (#099)                    | Red và Blue       |
|      | Kingler                | Kingler       |                | 099                 | Nước     | Nước     | Không tiến hóa                    | Red và Blue       |
|      | Biriridama             | Voltorb       |                | 100                 | Điện     | Điện     | Electrode (#101)                  | Red và Blue       |
|      | Marumine               | Electrode     |                | 101                 | Điện     | Điện     | Không tiến hóa                    | Red và Blue       |
|      | Tamatama               | Exeggcute     |                | 102                 | Cỏ       | Tâm linh | Marumine (#103)                   | Red và Blue       |
|      | Nassy                  | Exeggutor     |                | 103                 | Cỏ       | Tâm linh | Không tiến hóa                    | Red và Blue       |
|      | Karakara               | Cubone        |                | 104                 | Đất      | Đất      | Garagara (#105)                   | Red và Blue       |
|      | Garagara               | Marowak       |                | 105                 | Đất      | Đất      | Không tiến hóa                    | Red và Blue       |
|      | Sawamular              | Hitmonlee     |                | 106                 | Giác đấu | Giác đấu | Không tiến hóa                    | Red và Blue       |
|      | Ebiwalar               | Hitmonchan    |                | 107                 | Giác đấu | Giác đấu | Không tiến hóa                    | Red và Blue       |
|      | Beroringa              | Lickitung     |                | 108                 | Thường   | Thường   | Dogars (#463)                     | Red và Blue       |
|      | Dogars                 | Koffing       |                | 109                 | Độc      | Độc      | Matadogas (#110)                  | Red và Blue       |
|      | Matadogas              | Weezing       |                | 110                 | Độc      | Độc      | Không tiến hóa                    | Red và Blue       |
|      | Sihorn                 | Rhyhorn       |                | 111                 | Đất      | Đá       | Sidon (#112)                      | Red và Blue       |
|      | Sidon                  | Rhydon        |                | 112                 | Đất      | Đá       | Dosidon (#464)                    | Red và Blue       |
|      | Lucky                  | Chansey       |                | 113                 | Thường   | Thường   | Happinas (#242)                   | Red và Blue       |
|      | Monjara                | Tangela       |                | 114                 | Cỏ       | Cỏ       | Mojumbo (#465)                    | Red và Blue       |
|      | Garura                 | Kangaskhan    |                | 115                 | Thường   | Thường   | Tiến Hóa Mega                     | Red và Blue       |
|      | Tattu                  | Horsea        |                | 116                 | Nước     | Nước     | Seadrea (#117)                    | Red và Blue       |
|      | Seadra                 | Seadra        |                | 117                 | Nước     | Nước     | Kingdra (#230)                    | Red và Blue       |
|      | Tosakinto              | Goldeen       |                | 118                 | Nước     | Nước     | Azumao (#119)                     | Red và Blue       |
|      | Azumao                 | Seaking       |                | 119                 | Nước     | Nước     | Không tiến hóa                    | Red và Blue       |
|      | Hitodeman              | Staryu        |                | 120                 | Nước     | Nước     | Starmie (#121)                    | Red và Blue       |
|      | Starmie                | Starmie       |                | 121                 | Nước     | Tâm linh | Không tiến hóa                    | Red và Blue       |
|      | Barrierd               | Mr. Mime      |                | 122                 | Tâm linh | Tiên     | Không tiến hóa                    | Red và Blue       |
|      | Strike                 | Scyther       |                | 123                 | Bọ       | Bay      | Hassam (#212)                     | Red và Blue       |
|      | Rougela                | Jynx          |                | 124                 | Băng     | Tâm linh | Không tiến hóa                    | Red và Blue       |
|      | Eleboo                 | Electabuzz    |                | 125                 | Điện     | Điện     | Elekible (#466)                   | Red và Blue       |
|      | Boober                 | Magmar        |                | 126                 | Lửa      | Lửa      | Booburn (#467)                    | Red và Blue       |
|      | Kailios                | Pinsir        |                | 127                 | Bọ       | Bọ       | Tiến Hóa Mega                     | Red và Blue       |
|      | Kentauros              | Tauros        |                | 128                 | Thường   | Thường   | Không tiến hóa                    | Red và Blue       |
|      | Koiking                | Magikarp      |                | 129                 | Nước     | Nước     | Gyarados (#130)                   | Red và Blue       |
|      | Gyarados               | Gyarados      |                | 130                 | Nước     | Bay      | Tiến Hóa Mega                     | Red và Blue       |
|      | Laplace                | Lapras        |                | 131                 | Nước     | Băng     | Không tiến hóa                    | Red và Blue       |
|      | Metamon                | Ditto         |                | 132                 | Thường   | Thường   | Không tiến hóa                    | Red và Blue       |
| KĐ   | Eievui                 | Eevee         |                | 133                 | Thường   | Thường   | Nhiều dạng                        | Red và Blue       |
|      | Showers                | Vaporeon      |                | 134                 | Nước     | Nước     | Không tiến hóa                    | Red và Blue       |
|      | Thunders               | Jolteon       |                | 135                 | Điện     | Điện     | Không tiến hóa                    | Red và Blue       |
|      | Booster                | Flareon       |                | 136                 | Lửa      | Lửa      | Không tiến hóa                    | Red và Blue       |
|      | Porygon/Polygon        | Porygon       |                | 137                 | Thường   | Thường   | Porygon2 (#233)                   | Red và Blue       |
| CĐ   | Omnite                 | Omanyte       |                | 138                 | Đá       | Nước     | Omastar (#139)                    | Red và Blue       |
| CĐ   | Omstar                 | Omastar       |                | 139                 | Đá       | Nước     | Không tiến hóa                    | Red và Blue       |
| CĐ   | Kabuto                 | Kabuto        |                | 140                 | Đá       | Nước     | Kabutops (#141)                   | Red và Blue       |
| CĐ   | Kabutops               | Kabutops      |                | 141                 | Đá       | Nước     | Không tiến hóa                    | Red và Blue       |
| CĐ   | Ptera                  | Aerodactyl    |                | 142                 | Đá       | Bay      | Tiến Hóa Mega                     | Red và Blue       |
|      | Kabigon                | Snorlax       |                | 143                 | Thường   | Thường   | Không tiến hóa                    | Red và Blue       |
| HT   | Freezer                | Articuno      |                | 144                 | Băng     | Bay      | Không tiến hóa                    | Red và Blue       |
| HT   | Thunder                | Zapdos        |                | 145                 | Điện     | Bay      | Không tiến hóa                    | Red và Blue       |
| HT   | Fire                   | Moltres       |                | 146                 | Lửa      | Bay      | Không tiến hóa                    | Red và Blue       |
|      | Miniryu                | Dratini       |                | 147                 | Rồng     | Rồng     | Hakuryu (#148)                    | Red và Blue       |
|      | Hakuryu                | Dragonair     |                | 148                 | Rồng     | Rồng     | Kairyu (#149)                     | Red và Blue       |
|      | Kairyu                 | Dragonite     |                | 149                 | Rồng     | Bay      | Không tiến hóa                    | Red và Blue       |
| HT   | Mewtwo                 | Mewtwo        |                | 150                 | Tâm linh | Tâm linh | Tiến Hóa Mega                     | Red và Blue       |
| BA   | Mew                    | Mew           |                | 151                 | Tâm linh | Tâm linh | Không tiến hóa                    | Red và Blue       |
|      | Ketsuban               | MissingNo.    |                | Không có            | Chim     | Thường   | Không tiến hóa                    | Red và Blue       |

### Hình dạng Mega
| Loài | Tên Tiếng Nhật   | Tên Tiếng Anh    | Tên tiếng Việt   | Số National Pokédex | Hệ       | Hệ       | Tiến hóa thành (Tên Tiếng Nhật) | Xuất hiện lần đầu            |
| Loài | Tên Tiếng Nhật   | Tên Tiếng Anh    | Tên tiếng Việt   | Số National Pokédex | Thứ nhất | Thứ hai  | Tiến hóa thành (Tên Tiếng Nhật) | Xuất hiện lần đầu            |
| ---- | ---------------- | ---------------- | ---------------- | ------------------- | -------- | -------- | ------------------------------- | ---------------------------- |
|      | Mega Fushigibana | Mega Venusaur    | Fushigibana Mega | 003                 | Cỏ       | Độc      | Không tiến hóa                  | X và Y                       |
|      | Mega Lizardon X  | Mega Charizard X | Lizardon Mega X  | 006                 | Lửa      | Rồng     | Không tiến hóa                  | X và Y                       |
|      | Mega Lizardon Y  | Mega Charizard Y | Lizardon Mega Y  | 006                 | Lửa      | Bay      | Không tiến hóa                  | X và Y                       |
|      | Mega Kamex       | Mega Blastoise   | Kamex Mega       | 009                 | Nước     | Nước     | Không tiến hóa                  | X và Y                       |
|      | Mega Spear       | Mega Beedrill    | Spear Mega       | 015                 | Bọ       | Độc      | Không tiến hóa                  | Omega Ruby và Alpha Sapphire |
|      | Mega Pigeot      | Mega Pidgeot     | Pigeot Mega      | 018                 | Thường   | Bay      | Không tiến hóa                  | Omega Ruby và Alpha Sapphire |
|      | Mega Foodin      | Mega Alakazam    |                  | 065                 | Tâm linh | Tâm linh | Không tiến hóa                  | X và Y                       |
|      | Mega Yadoran     | Mega Slowbro     |                  | 080                 | Nước     | Tâm linh | Không tiến hóa                  | Omega Ruby và Alpha Sapphire |
|      | Mega Gangar      | Mega Gengar      |                  | 094                 | Ma       | Độc      | Không tiến hóa                  | X và Y                       |
|      | Mega Garura      | Mega Kangaskhan  |                  | 115                 | Thường   | Thường   | Không tiến hóa                  | X và Y                       |
|      | Mega Kailios     | Mega Pinsir      |                  | 127                 | Bọ       | Bay      | Không tiến hóa                  | Omega Ruby và Alpha Sapphire |
|      | Mega Gyarados    | Mega Gyarados    |                  | 130                 | Nước     | Bóng tối | Không tiến hóa                  | X và Y                       |
| CĐ   | Mega Ptera       | Mega Aerodactyl  |                  | 142                 | Đá       | Bay      | Không tiến hóa                  | X và Y                       |
| HT   | Mega Mewtwo X    | Mega Mewtwo X    |                  | 150                 | Tâm linh | Giác đấu | Không tiến hóa                  | X và Y                       |
| HT   | Mega Mewtwo Y    | Mega Mewtwo Y    |                  | 150                 | Tâm linh | Tâm linh | Không tiến hóa                  | X và Y                       |